# زرين أباد (خسرو أباد)
زرین أباد (بالفارسية: زرین‌آباد) هي قرية تقع في إيران في قسم خسرو أباد الريفي. يقدر عدد سكانها بـ 174 نسمة .